# (2965) Surikov
(2965) Surikov (1975 BX; 1980 UK) ist ein ungefähr neun Kilometer großer Asteroid des inneren Hauptgürtels, der am 18. Januar 1975 von der russischen (damals: Sowjetunion) Astronomin Ljudmila Iwanowna Tschernych am Krim-Observatorium (Zweigstelle Nautschnyj) auf der Halbinsel Krim (IAU-Code 095) entdeckt wurde.

## Benennung
(2965) Surikov wurde nach dem Maler Wassili Iwanowitsch Surikow (1848–1916) aus dem Russischen Kaiserreich benannt.